# 1479 en Angleterre
Chronologie de l'Angleterre
- 1475
- 1476
- 1477
- 1478
- 1479
- 1480
- 1481
- 1482
- 1483

Cette page concerne l'année 1479 du calendrier julien.

## Naissances en 1479
- 14 août : Catherine d'York, comtesse de Devon
- 28 octobre : John Gage, Lord Chambellan
- Date inconnue : 
  - Henry Stafford, 1er comte de Wiltshire
  - Élisabeth Stafford, comtesse de Sussex
  - Ralph Wulford, prétendant au trône et imposteur

## Décès en 1479
- 18 septembre : Fulk Bourchier, 10e baron FitzWarin
- Date inconnue :
  - William Allington, speaker de la Chambre des communes
  - William Catesby, chevalier
  - John Fortescue, juge
  - John Heydon, homme de loi
  - John Markham, juge
  - Robert Morton, compositeur
  - John Paston, noble
  - Georges Plantagenêt, 1er duc de Bedford
  - John Smith, évêque de Llandaff